# Gerhard Brökel
Gerhard Brökel (* 22. Januar 1931; † 21. Februar 2014) war ein deutscher Rektor, Heimatforscher, Stadthistoriker und Sachbuchautor.

## Leben
Zusammen mit seinen Eltern und seinem jüngeren Bruder Heinrich wuchs er in Würgassen (Beverungen), nahe dem Dreiländereck Hessen, NRW, Niedersachsen, auf. Er war verheiratet und hatte mehrere Kinder.
Brökel war von 1959 bis 1992 Schulleiter der Grundschule Gudenhagen, danach arbeitete er als Rektor der Ratmerstein-Grundschule in Brilon. Von 1970 bis 1975 war er Mitglied der CDU-Ratsfraktion im Stadtrat der Stadt Brilon. Als ausgewiesener Kenner des Stadtarchivs Brilon erforschte er die Geschichte der Stadt und der umliegenden Dörfer. Ebenfalls forschte er im Diözesanarchiv in Paderborn und in den Archiven in Münster. Zahlreiche Ergebnisse seiner Forschungen wurden als Aufsätze in den Heimatbüchern des Briloner Heimatbundes Semper Idem veröffentlicht, ebenso in den Jahrbüchern des Hochsauerlandkreises. Er verfasste etliche Bücher und Broschüren unter anderem über das Apothekenwesen in Brilon, die St.-Hubertus-Schützenbruderschaft Brilon und das Krankenhaus Maria Hilf in Brilon. Zu seinen grundlegenden Schriften gehören auch die Forschungsergebnisse über die Magistratsverfassung der Stadt Brilon und über die Briloner Wirtschaftsbürger des 17. bis 19. Jahrhunderts. Brökel war Vorstandsmitglied des Briloner Heimatbundes Semper Idem.

## Ehrungen
- 1999 Verleihung des Bundesverdienstkreuzes am Bande[2]

## Veröffentlichungen von Gerhard Brökel (Auszug)
- Vergangene Zeiten 1. Podszun Motorbücher Verlag, Brilon, ISBN 9783861333418.
- Vergangene Zeiten 2. Podszun Motorbücher Verlag, Brilon, ISBN 9783861333753.
- Aus der Geschichte des Krankenhauses Maria Hilf Brilon. Weyersdruck, Brilon 1997.
- Erlinghausen. Eine Dorfgeschichte. Hrsg. von der Kath. Kirchengemeinde St. Vitus Erlinghausen, Benedict-Press, Münsterschwarzach 1984.
- Vergangene Zeiten 5. Hrsg. Semper Idem, Brilon 2011.
- Geschichtliche Aufzeichnungen über Brilon. Verlag Podszun, 2000, ISBN 9783861332596.
- Angeklagt in puncto magiae. Hexenprozesse um 1685 in Brilon. In: 12. Ausgabe der landesgeschichtlichen Zeitschrift SüdWestfalen Archiv, Herausgeber Stadtarchiv Arnsberg